# Szent Miklós-templom (Nagybörzsöny)
A Szent Miklós-templom Nagybörzsöny község plébániatemploma, késő barokk stílusban épült 1782 és 1788 között. A település délnyugati részén, dombtetőn áll a 273 méter magas Pánholc-hegy lábánál.

## Története
A bányásztelepülés első temploma a román stílusban épült Szent István-templom volt, majd a 14. században épült Bányásztemplom lett Börzsöny plébániatemploma. A 16. században a település lakossága protestáns hitre tért, az ellenreformáció azonban 1710-ben visszavette a templomot.
Börzsöny új plébániatemplomaként 1782-ben kezdődött meg építése Batthyány József esztergomi hercegprímás költségén. 1788. május 6-án szentelték fel Szent Miklós püspök tiszteletére. 1860-ban nagyharangot is kapott.
1872. augusztus 4-én villámcsapás érte a templomot, mely ekkor teljesen kiégett, harangjai is elolvadtak és két éven keresztül romokban állt.

## Leírása
Az egyhajós, homlokzati tornyos templom főhomlokzatával a környező házak fölé emelkedik. Belső tere világos, három csehsüvegboltozatos szakaszból és hasonló, emelt egyboltszakaszos szentélyből áll, melyből a sekrestye is nyílik. A copf stílusú oltár felett látható a 18. század végén készült főoltárkép, mely Szent Miklós megdicsőülését ábrázolja. A szentély bal oldalán az Utolsó vacsorát, jobb oldalán Krisztus megkeresztelését; az első boltszakasz jobb oldalfalán Szent Imrét, bal oldalán pedig Szent Margitot ábrázoló vászonképek láthatóak.

## Képtár

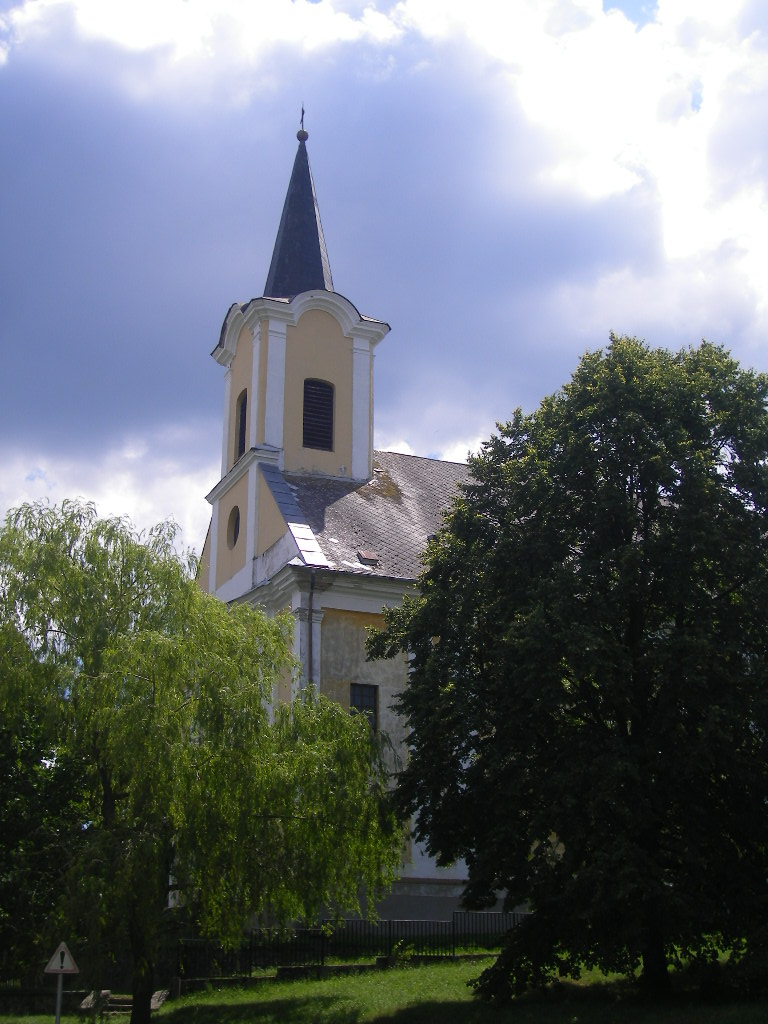
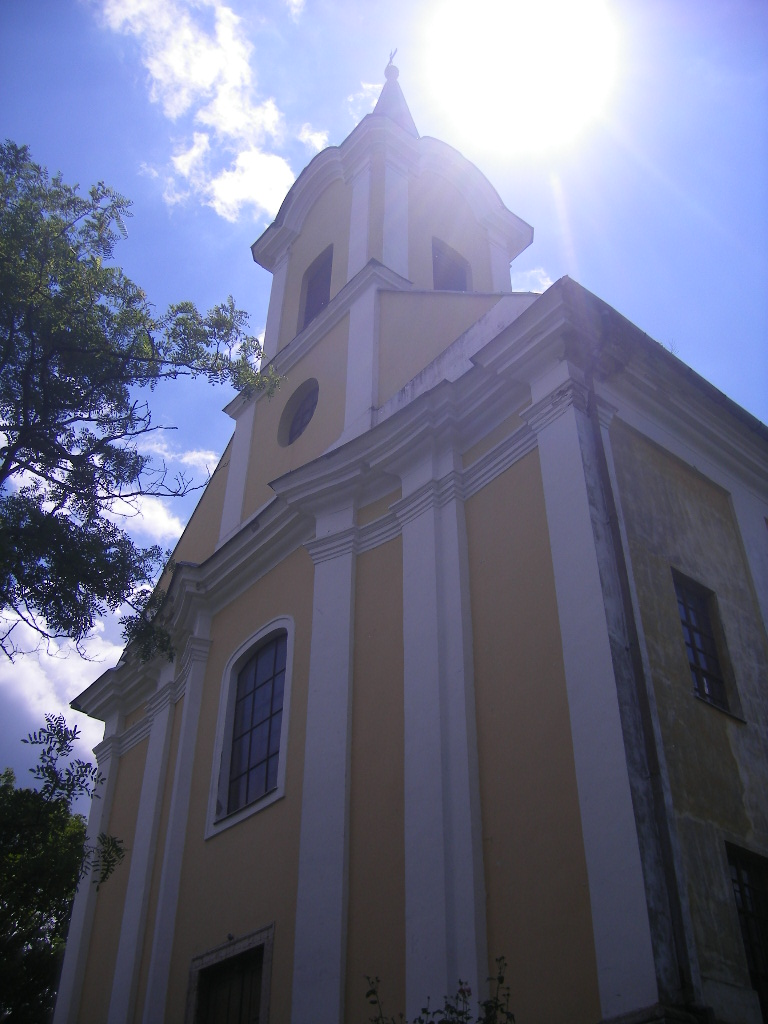
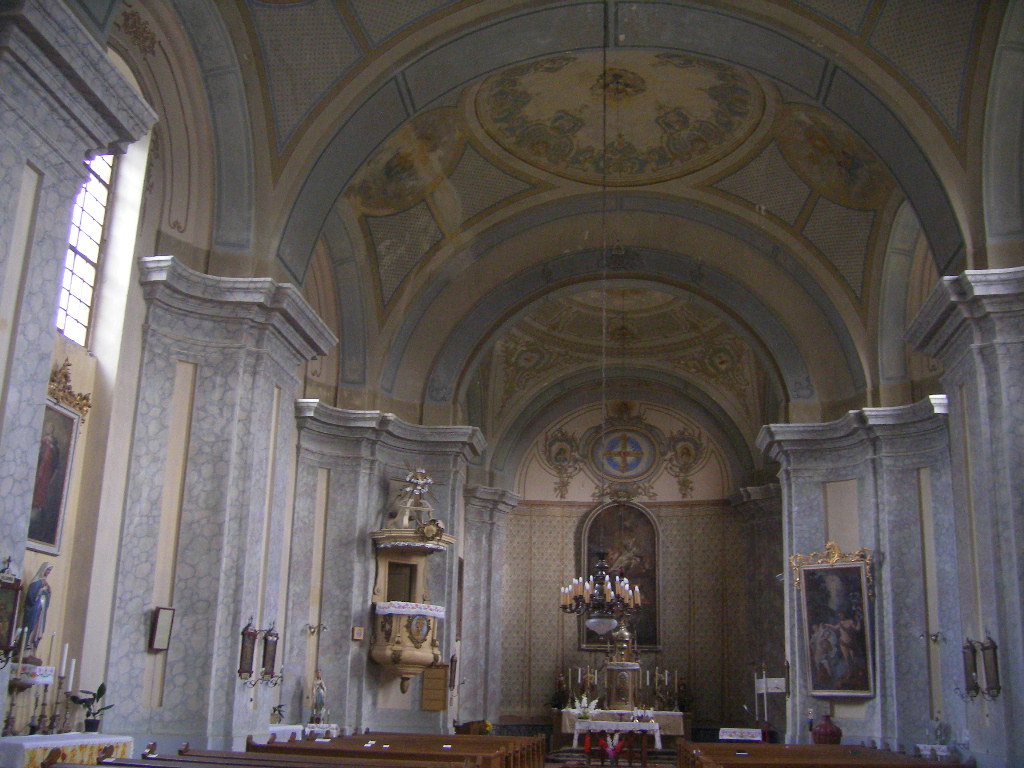
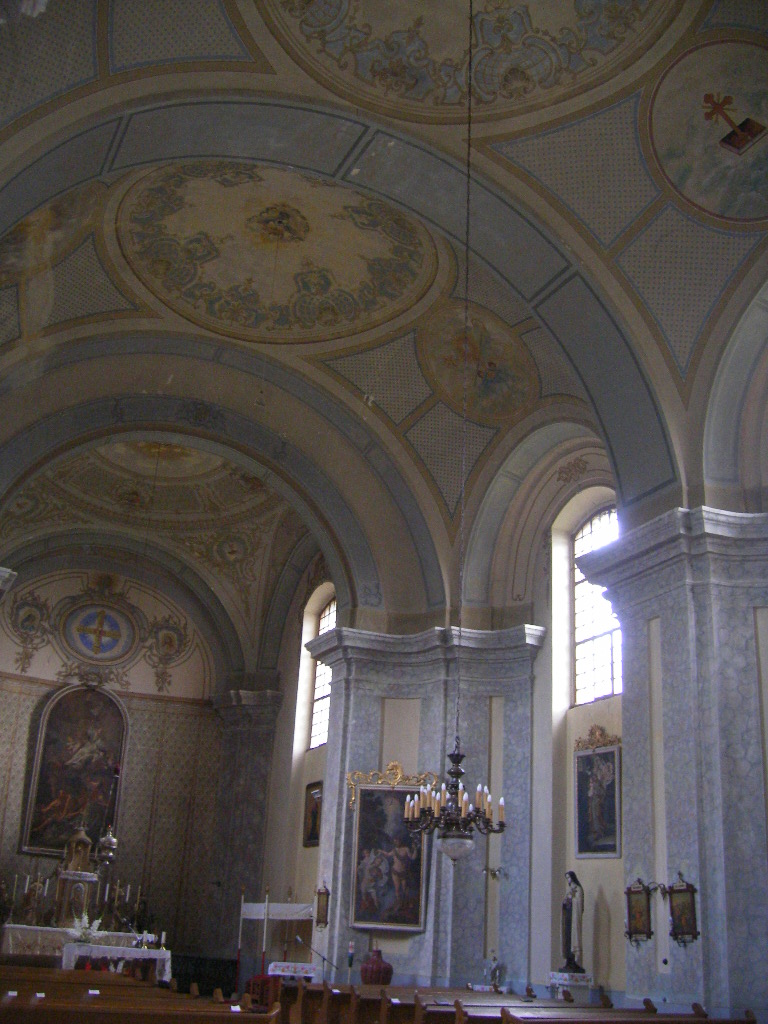
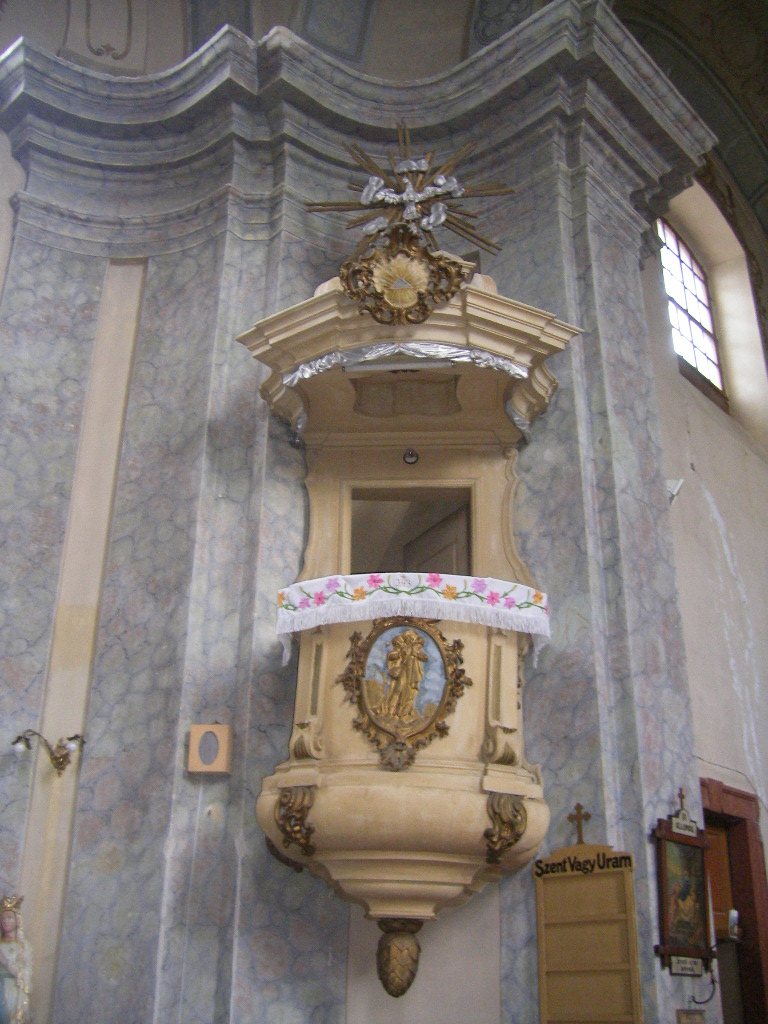
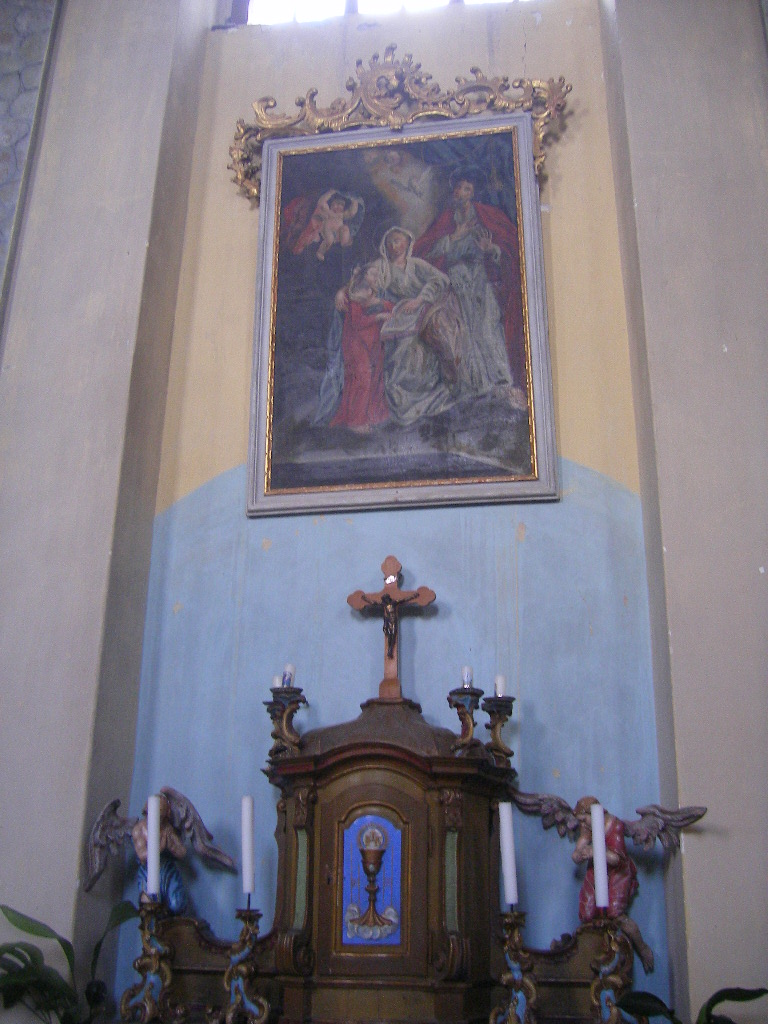
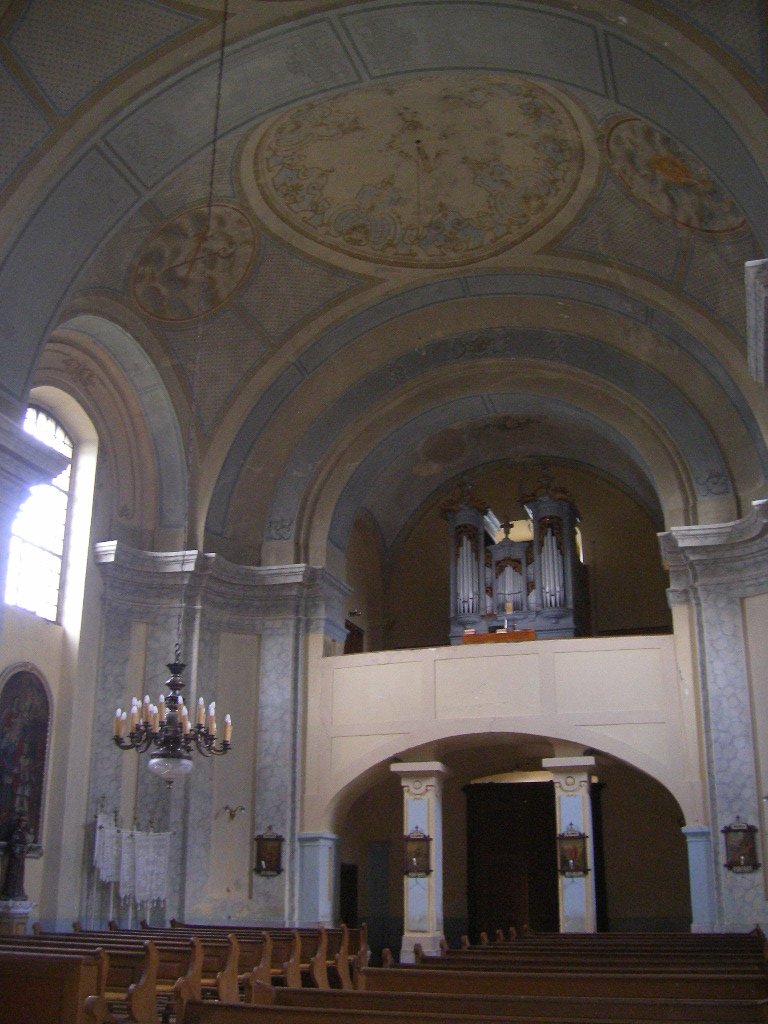
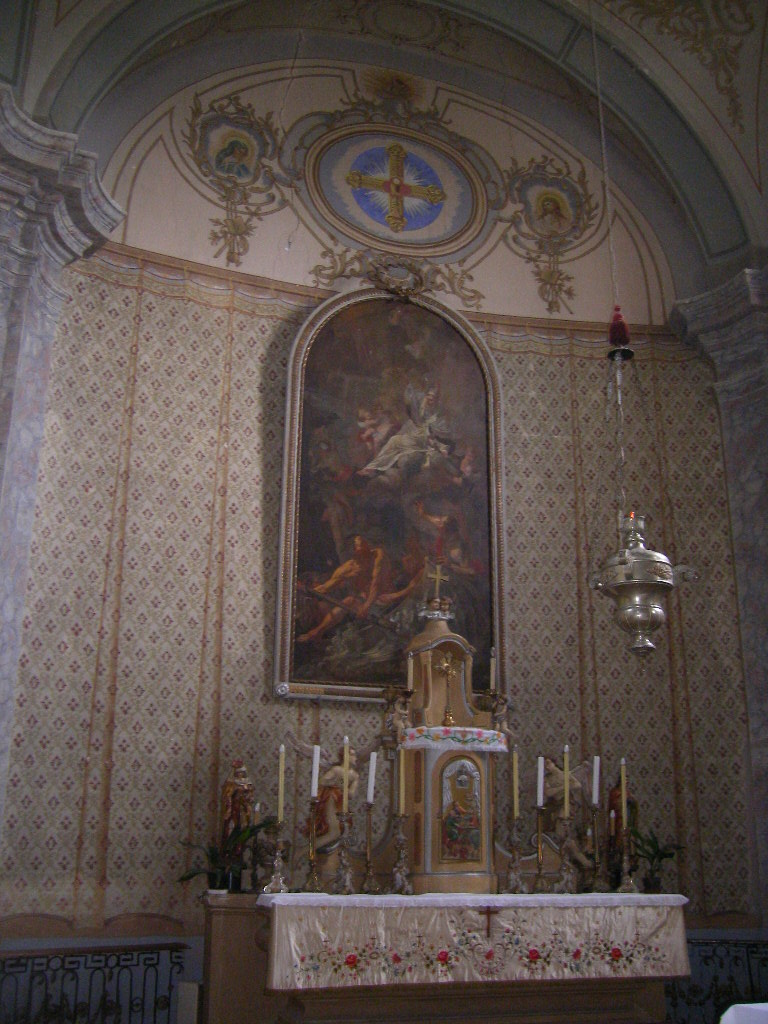
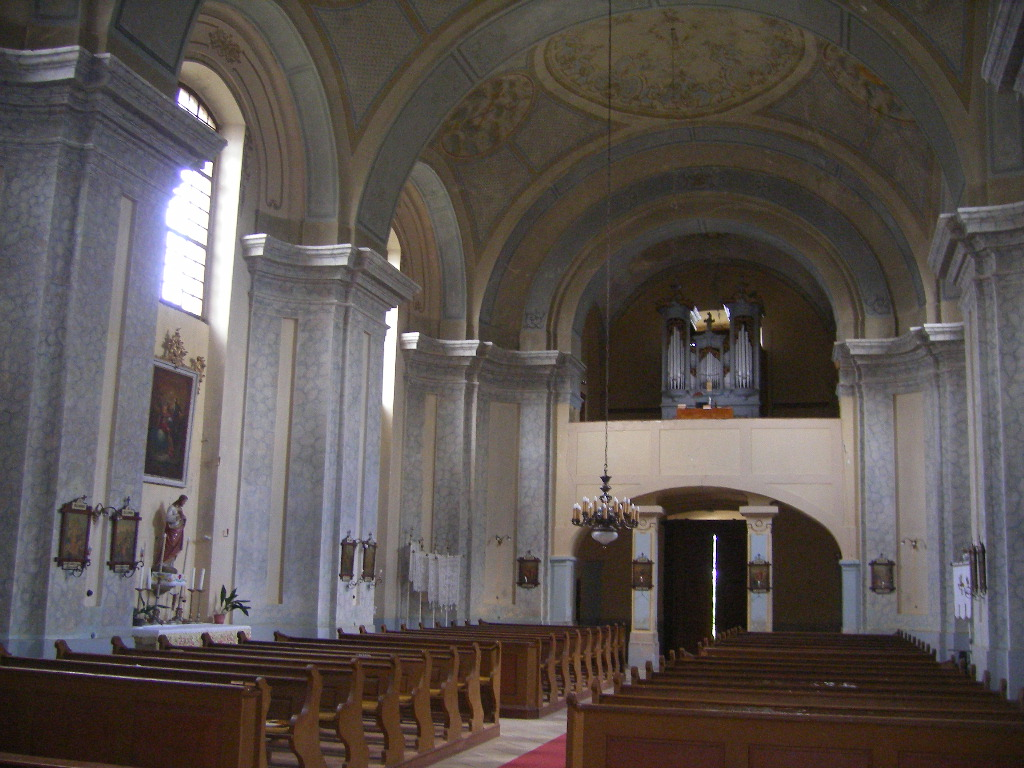
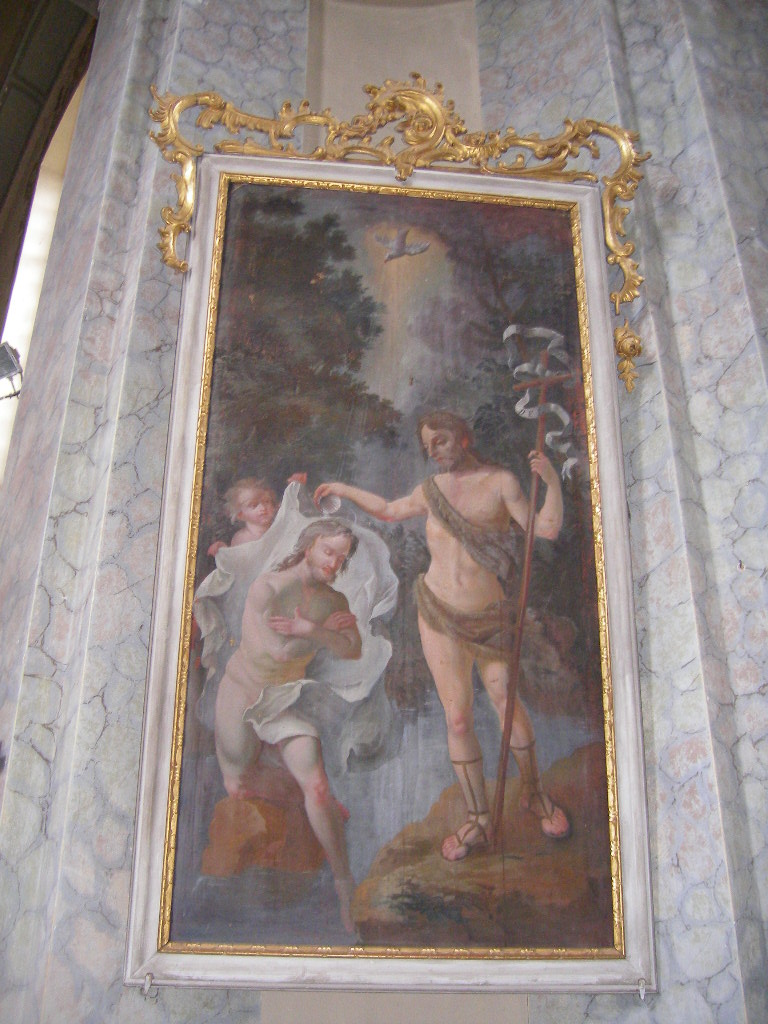
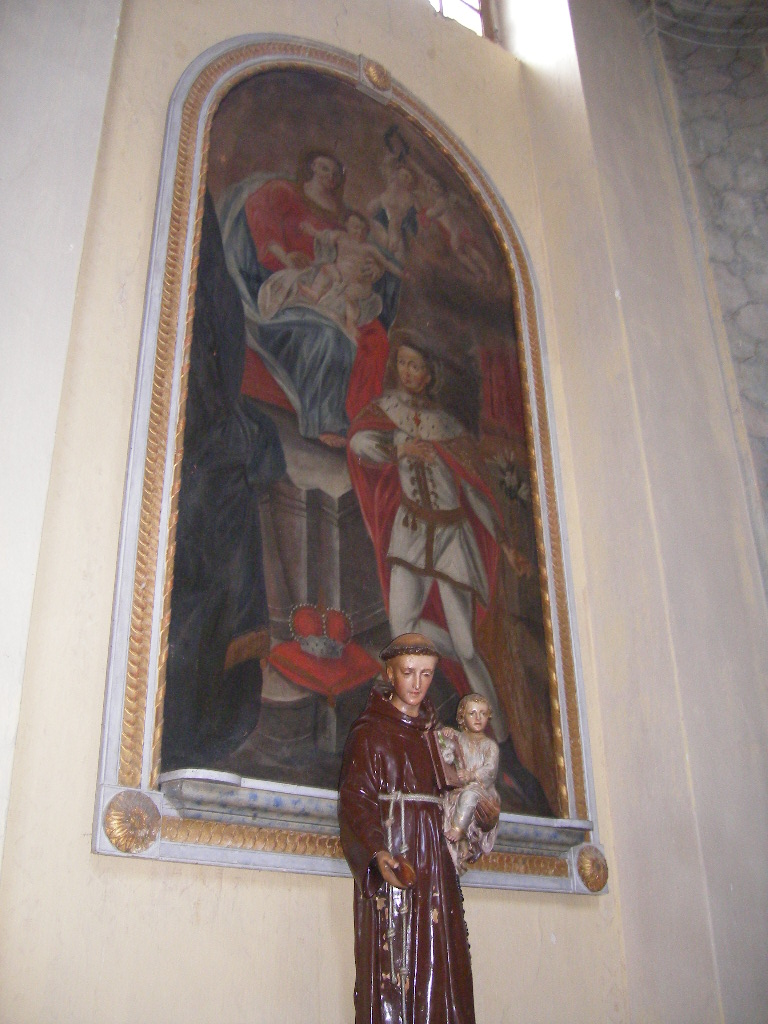

## Külső hivatkozások
- A templomról Nagybörzsöny nem hivatalos honlapján
- A templom a Műemlékem.hu-n